# 加藤枝直
加藤 枝直（かとう えなお、元禄5年12月11日（1693年1月16日） - 天明5年8月10日（1785年9月13日））は、江戸時代中期の幕臣・歌人。本姓は橘氏。初名は為直、後に枝直と書いて「えだなほ」と訓むが「えなほ」と改め、要南甫とも書く。通称は又左衛門、又兵衛。号は南山・常世庵・芳宜園。加藤千蔭の父。

## 人物
伊勢国松坂に生まれる。父・尚之は紀伊徳川家に仕える武士だったが讒言のために浪人し春雪と号した。兄が3人いたが枝直1人が残り家を嗣ぐべき身となる。和歌を好んだ父に学問を教えられる。武家奉公を志し、享保3年(1718年)に江戸へ出て幕府に仕え、享保5年(1720年)には大岡忠相配下の町奉行所与力となり、翌年には吟味方に昇進、300坪の邸宅に10人の奉公人を抱えられる身分となる。在職中に「公事方御定書」を起草したほか、幕府の文教政策にも関与した。はじめ堂上派の歌学を学んだが、賀茂真淵を知ってから真淵の学問に傾倒し、精神面だけでなく物資の援助も行った。謡曲の趣味があり田安宗武が命じた謡曲本の改訂に携わったこともある。和歌にも堪能であり、小林歌城や清水浜臣に影響を与えた。
青木昆陽を上司の大岡忠相に推挙し、「蕃薯考」出版と薩摩芋試作のもとを作った。
歌論書に「歌の姿古へ今を論らふ（あげつらふ）詞」、歌集に「東歌」がある。